# Tatsuhiro Muramoto
Tatsuhiro Muramoto –en japonés, 村元 辰寛, Muramoto Tatsuhiro– (4 de septiembre de 1976) es un deportista japonés que compitió en judo. Ganó una medalla de oro en el Campeonato Asiático de Judo de 2000 en la categoría abierta.

## Palmarés internacional
| Campeonato Asiático | Campeonato Asiático | Campeonato Asiático | Campeonato Asiático |
| Año                 | Lugar               | Medalla             | Categoría           |
| ------------------- | ------------------- | ------------------- | ------------------- |
| 2000                | Osaka (Japón)       | Medalla de oro      | Abierta             |